# Albert Margai
Albert Michael Margai (Gbangbatok, 1910 – Freetown, 1980) è stato un politico sierraleonese.
Dal 1961 fu ministro delle finanze nel governo guidato da suo fratello Milton Margai; nel 1964, defunto il fratello, assurse alla guida del Paese.
Presidente corrotto ed autoritario, nel 1967 perse le elezioni contro Siaka Stevens e fu rovesciato parallelamente da un golpe militare, che lo costrinse ad allontanarsi dalla politica.